# Nikolai Efimov
Nikolai Vladimirovich Yefimov (en ruso: Никола́й Влади́мирович Ефи́мов; 31 de mayo de 1910 en Oremburgo - 14 de agosto de 1982 en Moscú) fue un matemático soviético. Es famoso por su trabajo sobre el problema de Hilbert generalizado en superficies de curvatura negativa.
Yefimov creció en Rostov-on-Don y se graduó en la Universidad Estatal de Rostov, donde estudió con Morduhai-Boltovskoi. Trabajó en la Universidad Estatal de Vorónezh desde 1934 hasta 1941. Enseñó en la Universidad Estatal de Moscú desde 1946. Alekséi Pogorélov fue uno de sus estudiantes allí.
Recibió el Premio Lobachevsky en 1951 y el Premio Lenin en 1966. Fue orador plenario invitado en el Congreso Internacional de Matemáticos en Moscú, 1966. Se convirtió en miembro correspondiente de la Academia de Ciencias de la Unión Soviética en 1979.